# 徐知训
徐知训（895年—918年）是五代十國人物，杨吴执政徐温之親生长子，因無禮、暴虐，被自己的老師朱瑾刺殺。

## 簡介
徐知训曾被称为“三郎”，故可能还有两个因早夭而未序齿的哥哥，或曾被徐温对诸子称为“你们的二哥”的养子徐知诰亦被列入排行。徐知训不视徐知诰为兄弟，还曾想在宴席上刺杀他，因徐温亲子徐知谏及刁彦能等救护而未果。
徐知训骄横恣肆，常侮弄杨吴君主杨隆演，在看戏时一时兴起，要杨隆演和他一起参军戏，徐自己演参军，让杨隆演扮作他的僮奴，扎着小辫子，穿着破衣服拿着帽子跟在他后面。一次他和杨隆演一起泛舟，杨隆演比他先登岸，他就用弹子打杨隆演，被杨隆演随卒挡下才未中。一次他陪杨隆演在禪智寺赏花，酒后悖慢，把杨隆演吓哭了。杨隆演的亲吏赶紧带着杨隆演离席登船，徐知训追赶不及，就打死杨隆演的亲吏。种种所为，其父徐温都不知道。
宿卫将李球、马谦劫持杨隆演，发库兵讨伐徐知训。徐知训打算逃走，被严可求勸止曰：“军城有变，公先弃众自去，众将何依！”平卢节度使、同平章事、诸道副都统朱瑾果然率兵來救。
天祐十三年（916年），徐知训为淮北行营都招讨使，围后梁颍州，以配合盟国前晋的军事行动。梁帝朱瑱命宣武军节度使袁象先率军救援，次年正月，袁象先援军到颍州，吴军实际主管军事的朱瑾早起看到西北昏黑，知道梁军将至，召行营都虞候刘权商议，刘权着幅巾锦袍前来，朱瑾认为他大敌当前还如此服饰，无军礼，叱斩之，徐知训徒步赤脚前去相救才得免。吴军与袁象先军交战，小有不利，撤退。
徐知训向朱瑾学习兵法，朱瑾悉心教授。但知訓不太看重朱瑾，朱派家妓去问候徐知训，徐知训卻打算强行占为己有，朱瑾對此很愤愤不平。天祐十五年（918年）徐知训忌朱瑾的地位太高，遂在泗州（今安徽宣城）设置了静淮军（镇泗州，今江苏省盱眙县淮河北岸），外放朱瑾出任静淮军。朱瑾暗恨徐知训，徐知训为朱瑾饯行，朱瑾以好馬美妓贈之。朱瑾领着徐知训进了中堂，让勇士们埋伏在户内，然后叫妻子陶氏出来拜见徐知训，朱瑾用奏板从后面把徐知训打倒在地，“呼壮士出斩之”。